# Saint-Agne – SNCF (métro de Toulouse)
Pour les articles homonymes, voir Saint-Agne (homonymie).
Cet article concerne la  station du métro de Toulouse. Pour la gare SNCF, voir Gare de Toulouse-Saint-Agne.
Saint-Agne – SNCF est une station de la ligne B du métro de Toulouse. Elle est située dans le quartier Saint-Agne, au sud-est de la ville de Toulouse. 
Elle est en correspondance avec la gare de Toulouse-Saint-Agne desservie par des trains TER Occitanie.

## Situation sur le réseau
Saint-Agne-SNCF est située sur la ligne B du métro de Toulouse, entre les stations Empalot à l'ouest et Saouzelong à l'est.

## Histoire
La station « Saint-Agne – SNCF » est mise en service le 30 juin 2007 comme l'ensemble de la ligne B du métro de Toulouse. Elle est établie à moins de 100 mètres de la Gare SNCF de Saint-Agne ce qui permet des correspondances avec des trains TER Occitanie. Elle dispose d'un quai à dix portes prévu pour des rames de deux voitures. 
Durant la nuit du 24 au 25 avril 2011, un court-circuit dans une armoire électrique a été à l'origine d'un incendie qui a entrainé la fermeture de la station jusqu'au 2 mai.
Le 9 janvier 2017, la rupture d'une canalisation dans le quartier Saint-Agne provoque l’inondation de la station souterraine « Saint-Agne – SNCF ». La station est fermée pour une durée indéterminée, et le trafic interrompu au sud de la station Saint-Michel – Marcel-Langer le temps du pompage de l’eau accumulée dans le tunnel. Le vendredi 13 janvier 2017, le trafic reprend jusqu'à Ramonville, sans que la station Saint-Agne ne soit desservie. La station rouvre et est à nouveau desservie le 20 février 2017.
En 2016, la station a enregistré 1 808 641 validations. En 2018, 1 857 454 voyageurs sont entrés dans la station, ce qui en fait la 26e la plus fréquentée sur 37 en nombre de validations.

## Services aux voyageurs

### Accès et accueil
La station est située dans le quartier Saint-Agne, au sud-est de Toulouse, à proximité de la gare de Toulouse Saint-Agne, le long de l'avenue de l'URSS. Elle est accessible par deux entrées situées face-à-face, le long de l'avenue, à l'aide de deux ascenseurs, deux escaliers et un escalator. Elle est équipée de guichets automatiques permettant l'achat des titres de transports.

### Desserte
Comme sur le reste du métro toulousain, le premier départ des terminus (Borderouge et Ramonville) est à 5h15, le dernier départ est à 0h du dimanche au jeudi et à 3h le vendredi et samedi.

### Intermodalité
La station est en connexion avec le réseau SNCF au niveau de la gare de Toulouse-Saint-Agne, qui permet la connexion avec les lignes 12, 21, 22, 23, 24, 25 et 28 du réseau TER Occitanie.
La station est desservie par les lignes 34 et 115 du réseau Tisséo.
La station sera desservie par la future ligne Linéo 15 qui reliera les Arènes au métro de Ramonville.

## L'art dans la station

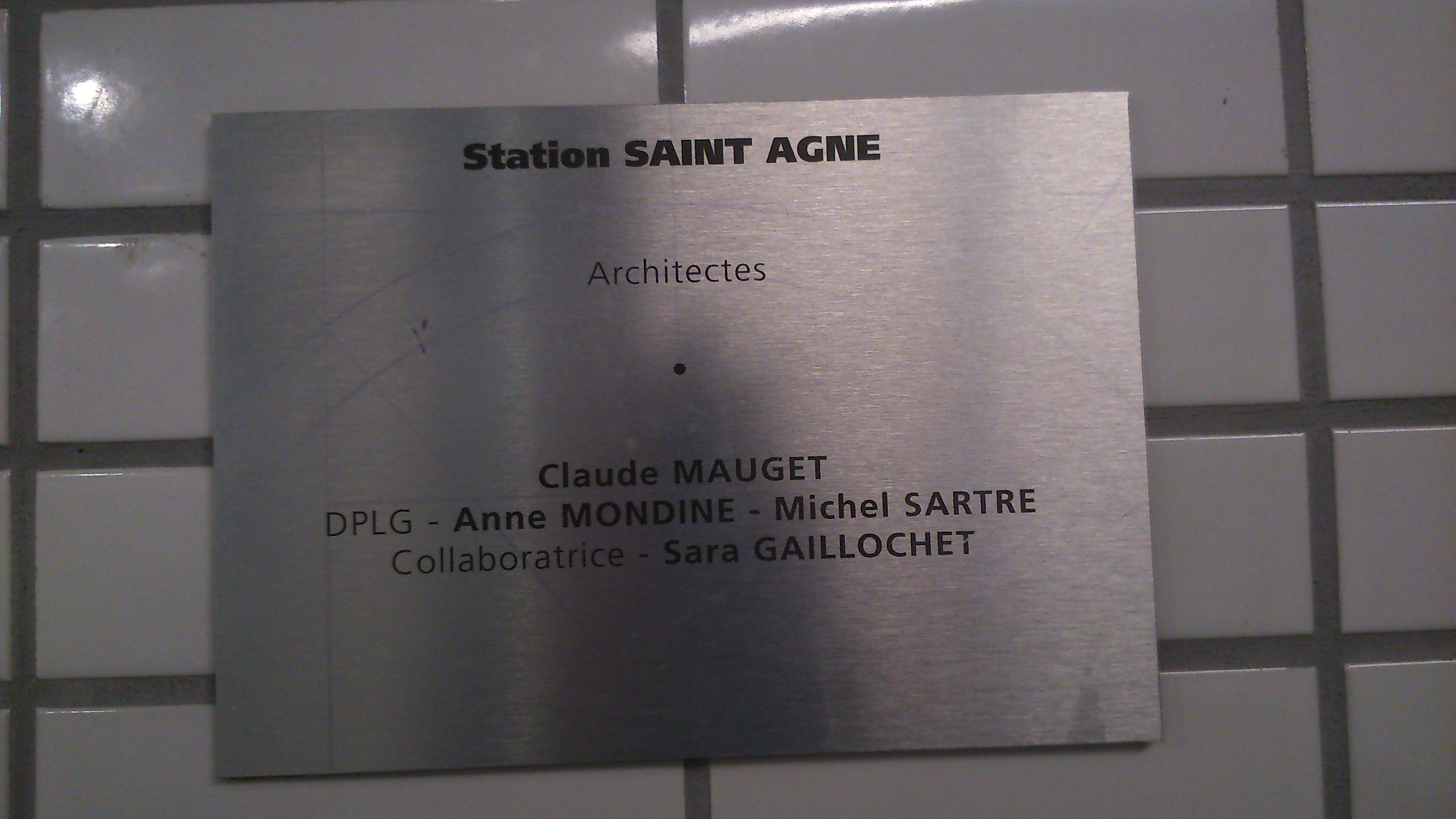
Plaque des architectes de la station

Une œuvre d'art réalisée par Nicolas Hérubel se trouve dans la station. Il s'agit de quatre scènes de la vie quotidienne : un miroir déformant en surimpression une échelle et un tricycle, suit un plan du quartier et tout à droite l'incrustation d'un vélo.
Pour fêter le premier anniversaire de la ligne B, Tisséo s'associe à l'agence de design global toulousaine KLD-Design ainsi qu'à l'artiste local Chat Maigre pour habiller huit cabines d'ascenseurs de la ligne, dont celle de Saint-Agne SNCF.

## À proximité
- Institut national supérieur du professorat et de l'éducation Toulouse Occitanie-Pyrénées, site de Saint-Agne
- Église Sainte-Germaine
- Gare de Toulouse-Saint-Agne
- Rectorat de l'académie de Toulouse
- Station VélôToulouse no 158, 57 Avenue De L'URSS